# Ctenitis parvula
Ctenitis parvula är en träjonväxtart som beskrevs av George Richardson Proctor. Ctenitis parvula ingår i släktet Ctenitis och familjen Dryopteridaceae. Inga underarter finns listade.